# Crottet
Crottet település Franciaországban, Ain megyében. Lakosainak száma 1844 fő (2022. január 1.). Crottet Grièges, Pont-de-Veyle, Replonges, Saint-André-de-Bâgé, Saint-Jean-sur-Veyle és Saint-Laurent-sur-Saône községekkel határos.

## Népesség
A település népességének változása:
| Lakosok száma | 731  | 986  | 1313 | 1649 | 1717 | 1726 | 1734 | 1758 | 1792 | 1844 |
|               | 1968 | 1982 | 1990 | 2006 | 2013 | 2015 | 2017 | 2019 | 2020 | 2022 |